# ليفي كولمان
ليفي كولمان (بالإنجليزية: Levi Coleman)‏ (14 ديسمبر 1986 في الولايات المتحدة - ) هو لاعب كرة قدم أمريكي في مركز الهجوم. لعب مع تشارلستون بيتري وKansas City Brass ‏ وPalm Beach Pumas ‏ وTulsa Athletic ‏ وTulsa Revolution ‏.

## وصلات خارجية
- ليفي كولمان على موقع قاعدة بيانات كرة القدم.إي يو (الإنجليزية)